# 바다 사이 등대
《바다 사이 등대》(The Light Between Oceans)는 M. L. 스테드먼의 2012년 소설로, 그의 데뷔 작품이다. 데릭 시앤프랜스가 영화로 연출하여 2016년 개봉하였다.

## 줄거리
퇴역 군인 톰 셔본은 파르타죄즈 지역에 위치한 한 섬의 등대지기로 부임하게 된다. 섬은 '아누스 록'이라는 이름을 갖고 있으며, 등대 외에는 아무것도 없는 곳이다. 톰은 섬에 들어가기 전 머무른 파르타죄즈의 마을에서 이저벨이라는 여자를 만난다. 둘은 서로를 사랑하게 되었고 결혼한다. 이저벨은 톰을 따라 섬으로 들어가 가정을 꾸리게 된다.
부부는 아이를 원했지만, 이저벨은 세 번이나 유산을 한다. 크게 상심해 있던 차에 섬에 배 한 척이 떠내려 온다. 배는 신원을 알 수 없는 남자의 시체 옆에 갓난아기를 태우고 있었다. 이 아이가 신의 선물이라고 생각한 이저벨은 톰에게 아이를 키우자고 애원한다. 톰은 갈등하지만 결국 남들에게 숨기고 아이를 키우기로 한다. 아이에게는 '루시'라는 이름을 붙였다.
루시의 세례식이 있던 날, 부부는 아이와 남편을 잃고 제정신이 아니게 된 '해나'라는 여자의 이야기를 알게 된다. 해나의 남편은 오스트리아에서 이주한 사람이었는데, 전쟁 후 마을에 만연한 반 독일 정서 때문에 애꿎은 피해를 당해 갓난아이와 같이 도망쳤다고 한다. 톰과 이저벨은 루시가 바로 해나의 아이임을 직감한다. 이저벨은 루시를 계속 키우고 싶어하지만 톰은 해나에게 루시의 존재를 알려야 한다고 주장한다. 부부 사이에 갈등의 골이 커져 가는 와중에도 루시는 무럭무럭 자란다...

## 등장인물
톰 셔본(Tom Sherbourne)
주인공. 제1차 세계대전 참전 용사로 전쟁의 아픔을 안고 퇴역한 뒤 야누스 록의 등대지기로 부임한다. 말수가 적고 원리원칙에 충실하다. 가족과는 의절한 상태로 이저벨이 몇 번이나 묻지만 알려주지 않는다.
이저벨 셔본(Isabel Sherbourne)
톰의 아내. 혼전 성은 '그레이스마크'로 파르타죄즈의 평범한 소녀였으나 톰을 만나 사랑에 빠져 그를 따라 야누스 록에 들어가 살게 된다.
해나 로엔펠트(Hannah Roennfeldt)
루시의 생모. 혼전 성은 '포츠'로 부유한 가정에서 자란 영애이다. 오스트리아 출신의 프랭크와 결혼하면서 집을 떠난다. 딸을 낳아 그레이스라고 이름 붙여 주지만 전후의 난리통에 남편과 아이를 둘 다 잃고 만다. 이후 미친 사람처럼 하루하루를 보내다가, 딸이 살아있다는 내용의 편지를 받게 된다.
루시 셔본(Lucy Sherboune) / 그레이스 로엔펠트(Grace Roennfeldt)
해나와 프랭크가 낳고, 톰과 이저벨이 키운 딸.
셉티머스 포츠(Septimus Potts)
해나의 아버지로 자수성가한 재력가. 딸이 독일인과 결혼한 것을 못마땅해 했지만 손녀를 낳은 뒤 화해한다. 남편을 잃고 실의에 빠져 지내는 딸을 걱정하고 있다.
그웬 포츠(Gwen Potts)
해나의 언니.
블루이 스마트(Bluey), 랠프 애디콧(Ralph)
빌과 바이얼릿 그레이스마크(Bill & Violet Graysmark)
이저벨의 부모님이자 톰의 장인과 장모.
프랭크 로엔펠트(Frank Roennfeldt)
해나의 남편. 마을 사람들에게 독일인이라는 이유로 핍박을 당했다. 실제로는 오스트리아인.
버넌 너키
파르타죄즈 경찰. 물론 그 또한 마을의 일원이며, 이해심이 많다.
해리 가스톤